# Magnus Malan
Le général Magnus André de Merindol Malan (né Magnus André de Merindol le 30 janvier 1930 à Pretoria, et mort le 18 juillet 2011 à Durbanville) est un militaire et homme politique d'Afrique du Sud, chef d'état major des forces de défense sud-africaine (SADF) de 1976 à 1980, membre du parlement de 1981 à 1993 pour la circonscription de Modderfontein et ministre de la défense de 1980 à 1991 dans les gouvernements de Pieter Botha et Frederik de Klerk.

## Biographie
Magnus de Merindol est né à Pretoria le 30 janvier 1930. Son père, Avril Ire de Merindol, est un biochimiste qui est par la suite membre du parlement (1948-1966) et vice-président de l'assemblée (1961-1966). Sa mère, Elizabeth Frederika Malan, est membre de la dynastie des Malan, une célèbre famille sud-africaine d'ascendance française huguenote, établie en Afrique du Sud depuis la fin du XVIIe siècle dont les membres se sont illustrés à plusieurs reprises dans l'histoire sud-africaine politique et littéraire en de nombreuses occasions (Slagtersneck, grand Trek, bataille de Blood River, guerre des Boers, nationalisme afrikaner, etc.). Il est notamment apparenté au dominee Daniel François Malan, prédicateur calviniste et premier ministre de 1948 et 1954. Magnus de Merindol combine les noms de son père et de sa mère pour finalement être usuellement appelé Magnus Malan.
Après une scolarité au lycée afrikaans de Pretoria, il envisage une carrière militaire mais son père lui enjoint de poursuivre des études supérieures. En 1949, il s'inscrit à l'université de Stellenbosch puis au bout de la première année passe le concours pour l'école d'officiers et devient cadet de l'armée. Il termine ses études à l'université de Pretoria dont il sort diplômé en 1953.

## Carrière militaire
Magnus Malan est d'abord affecté dans la marine sud-africaine, notamment à la base militaire située sur l'île de Robben Island, avant d'être retransféré dans l'armée de terre avec le grade de lieutenant. Il suit de nombreuses formations internes à l'armée y compris aux États-Unis d'Amérique (1962-1963) où il se lie d'amitié avec Yonah Efrat, étoile montante de l'armée israélienne qui participera activement à la conquête de la vieille ville de Jérusalem durant la guerre des Six Jours et avec lequel Malan posera les fondations de la future alliance israélo-sud-africaine de la fin des années 1970. 
Après plusieurs postes de commandements (commandant des forces du Sud-Ouest africain, officier commandant de l'académie militaire et commandant de la Western Province), devient chef de la South African Army en 1973 puis chef de la South African Defence Force (SADF) en 1976. À ce poste où il acquiert une solide réputation à la fois d'efficacité, de modernité mais se fait aussi remarquer pour son zèle, il devint proche du ministre de la défense, Pieter Botha avec qui il édifie la plus redoutable armée d'Afrique. 
En tant que chef de la SADF, Malan est l'inspirateur de la déclaration du premier ministre Pieter Botha en 1979 qui considère les menaces nationales et étrangères à la domination blanche en Afrique du Sud comme un assaut total (total onslaught) auquel il ne pouvait être répondu que par une stratégie totale à tous les niveaux pour y faire face. Dans cette optique et inspiré par les idées du général et stratège français André Beaufre sur la lutte anti-guerilla et anti-terroriste, il poursuit une stratégie d'intervention dans les États voisins hostiles à l'apartheid appliqué en Afrique du Sud.

## Carrière politique
En octobre 1980, Malan est nommé ministre de la Défense par le premier ministre Pieter Botha. Il prend alors sa carte du Parti national et se fait élire à Modderfontein, lieu historique de la bataille d'Elands River. Il devient ensuite un pilier conservateur du conseil exécutif du parti national jusqu'à devenir vice-président du parti dans la province du Transvaal et président du conseil des ministres de la chambre de l'assemblée. 
Durant les années 1980, sur le front intérieur, il envoie l'armée réprimer des émeutes anti-gouvernementales dans les townships noires d'Afrique du Sud. Cependant, au sein du cabinet, il se montre plus pragmatique et déclare publiquement que la solution aux problèmes auxquels fait face l'Afrique du Sud est à terme politique et non militaire et que la survie de l'Afrique du Sud dépend surtout de la progression continue du bien-être de tous les Sud-Africains. Dans une interview donnée à Hermann Giliomee, alors journaliste à Die Suid-Afrikaan (en), il s'explique en déclarant que l'État doit satisfaire les attentes des masses afin de couper l'herbe aux radicaux qui veulent exploiter la situation. Pour Malan, les mouvements noirs anti-apartheid ne sont dirigés que par une élite révolutionnaire poussant les plus pauvres, vivant dans des conditions épouvantables, à descendre dans les rues en leur nom afin de protester contre l'autorité de l'État. Estimant la démocratie libérale inappropriée pour l'Afrique du Sud, Magnus Malan déclare alors que, selon son point de vue, les populations noires d'Afrique du Sud étaient plus préoccupées par l'amélioration de leurs conditions de vie que par obtenir le droit de vote. Il tente ainsi de lancer un programme à grande échelle de logements dans les zones les plus turbulentes du pays afin de gagner « les cœurs et les esprits » des populations noires mais l'initiative se perd dans les luttes internes administratives avec le ministère du Développement constitutionnel et de la Planification chargé de l'urbanisation des townships. Cet épisode lui fera dire à Samuel Huntington que l'Afrique du Sud est l'un des pays les plus difficiles au monde à gouverner. Il apporte aussi son soutien aux autres programmes dont le but est de gagner le soutien des Noirs de la classe moyenne, notamment ceux visant à alléger les restrictions raciales sur les entreprises et la déségrégation de certains hôtels, des théâtres et des restaurants.
Sur le front extérieur, il soutient une présence militaire sud-africaine active en Angola par le soutien au mouvement rebelle de l'UNITA contre le gouvernement marxiste de Luanda et ses alliés (principalement les forces armées cubaines). La présence sud-africaine dans le sud de l'Angola sécurise la frontière nord du Sud-Ouest Africain (actuelle Namibie), administrée par l'Afrique du Sud depuis 1920, contre les tentatives d'infiltration de la SWAPO. Partisan des opérations transfrontalières pour attaquer ceux qu'il considère comme des « terroristes » avant qu'ils n'infiltrent le pays, il fait envoyer des commandos ou mener des raids sanglants contre les bases arrière du Congrès national africain au Lesotho, au Mozambique, en Zambie et au Zimbabwe. 

En 1988, au côté de Pik Botha, il participe au Cap-Vert puis à Brazzaville en République du Congo et au Caire aux pourparlers internationaux sur la situation du Sud-Ouest Africain et sur la présence des troupes étrangères en Angola. Ces rencontres débouchent sur un accord international liant l'indépendance de la Namibie au retrait de toutes les troupes étrangères d'Angola (effectifs en 1990). 
Si au milieu des années 1980, Magnus Malan est considéré comme un successeur possible de P.W. Botha, sa théorie de l'assaut total basée sur l'intégration de toutes les ressources vers un objectif militaire afin d'endiguer la menace communiste, a brouillé la frontière entre l'autorité militaire et civile puisque aucun département ministériel de l'État ne peut prendre de décisions ad hoc sans consulter les services de Malan. Certains analystes craignent alors que l'Afrique du Sud ne s'engage vers un système de dictature militaire bien que Magnus Malan en ait écarté par avance toute éventualité. Haï par l'ANC, il est aussi impopulaire auprès de certains de ses collègues ministres et de leurs administrations. Il met ainsi en émoi le ministère des Affaires étrangères, en indiquant publiquement le soutien de l'Afrique du Sud au mouvement de la Renamo au Mozambique et offense le Bureau de l'information par le financement de la publication et de la distribution de milliers de brochures et de cartes postales visant les atrocités commises dans ses bases arrière par l'ANC. Ces deux décisions minent l'esprit de l'accord de Nkomati signé à Komatipoort en 1984 par Pieter Botha et Samora Machel le président du Mozambique, en vertu duquel Pretoria acceptait de cesser de soutenir la Renamo en échange de la fin du soutien du Mozambique à l'ANC. Au parlement, ses contradicteurs de l'opposition sont principalement Harry Schwarz et Philip Myburgh, tous deux successivement les ministres de la défense au sein du shadow cabinet. 
En janvier 1989, quand Botha est victime d'une congestion cérébrale qui l'éloigne provisoirement de la présidence, Frederik de Klerk remporte le leadership du parti, marchepied pour devenir le successeur de Botha à la tête du pays. Quand F.W. de Klerk prend la présidence en août 1989, le déclin politique de Magnus Malan est amorcé. S'il se montre favorable à la levée de l'interdiction de l'ANC et des organisations noires extra-parlementaires, il marque son scepticisme sur le besoin de mener des négociations avec une ANC dont une partie du programme a été écrit par des membres du parti communiste sud-africain. 
En 1991, il doit quitter son portefeuille de la défense pour un portefeuille moins sensible (celui des eaux et forêts) après avoir été accusé de fomenter et soutenir une guerre civile entre militants zoulous de l'Inkhata et ceux de l'ANC dans la province du Natal et d'avoir entretenu des escadrons de la mort à la tête du Civil Cooperation Bureau.
Le 3 février 1993, il annonce son retrait de la vie politique, abandonnant à la fin du mois ses fonctions au gouvernement, au parlement et au sein du parti.

## Mise en cause, responsabilités et point de vue
En 1995, Malan et 19 autres hauts militaires sont inculpés au nom de la SADF pour la mort de 13 noirs dans le township de KwaMakhuta, près de Durban en 1987. Malan et ses coaccusés nient les accusations et, après un procès de sept mois, sont blanchis, le juge ne pouvant établir de lien entre les meurtres et les accusés. Le verdict est alors accueilli avec consternation par de nombreux militants de l'ANC, certains mettant en cause la probité du juge, celui-ci ayant été nommé durant la période de l'apartheid.
En 1997, Malan témoigne devant la commission vérité et réconciliation où il accepte de reconnaitre sa responsabilité dans les opérations anti-insurrectionnelles trans-frontalière et pour avoir mis en place le CCB. 
Dans une nouvelle interview accordée à Giliomee en 2008, il se montre très critique sur le règlement politique obtenu en 1994, remarquant que, bien que militairement vainqueur, son camp avait perdu du point de vue politique, et met en cause les talents de négociateur et les choix effectués par le président Frederik de Klerk face à Nelson Mandela. Il se montre aussi toujours convaincu que l'Afrique du Sud n'est pas apte pour le système démocratique majoritaire, critiquant le fait que le parti ayant la majorité des voix puisse dominer sans partage le pouvoir politique, et se montre attaché à un système dans lequel les minorités bénéficient d'une part importante du pouvoir politique (supérieur à leurs poids démographique ou électoral) pour permettre selon lui au pays d'être bien gouverné et de prospérer.

## Décès
Magnus Malan meurt à 81 ans, le 18 juillet 2011 à son domicile à Durbanville (municipalité du Cap) et ses cendres sont déposées au jardin du souvenir du Voortrekker Monument à Pretoria. Présentant ses condoléances à la famille, le président Jacob Zuma mentionnera Malan comme un homme ayant servi l'Afrique du Sud à sa façon. 

## Accusations posthumes
Le 5 aout 2018, dans son livre The Lost Boys of Bird Island, Mark Minnie, ancien policier sud-africain, et Chris Steyn, journaliste, mettent en cause Magnus Malan, John Wiley (mort en 1987), un autre ancien ministre et un homme d’affaires (mort en 1987) d'être impliqués dans l'organisation d'un cercle pédophilie portant sur des adolescents pauvres et coloured, séquestrés dans une île de l'Algoa Bay,,,. Mark Minnie a été retrouvé mort le 13 aout, peut-être par suicide,. Les accusations ont été reçues avec septicisme par les médias. En avril 2019, le journal Rapport a publié des excuses publiques aux familles Malan, Willey et du Plessis pour sa couverture du livre et pour avoir rapporté des allégations se révélant douteuses ou non prouvées, après enquête de ses journalistes. Le livre a été également retiré de la vente par son éditeur en 2020.

## Vie privée
Magnus Malan s'est marié en 1962 avec Magrietha Johanna van der Walt. Ils ont deux fils et une fille.

## Décorations militaires
Magnus Malan est médaillé de l'étoile d'Afrique du Sud (1975), de la croix du Sud (1977) et de la médaille patriotique (1977). 
Le navire d'attaque rapide SAS Magnus Malan fut rebaptisé SAS Makhanda en 1997.